# Beleg van Xiapi
Het Beleg van Xiapi vond plaats in de winter van 198-199 in Xiapi, China. Het was een gevecht van de verenigde krijgsheren Cao Cao en Liu Bei tegen Lü Bu.

## Verloop
Lü Bu had zich verschanst in de stad, maar het moreel van zijn soldaten was laag vanwege eerder verloren gevechten tegen Cao Cao en Liu Bei. Bovendien raakten de voedselvoorraden op, en daar de vijand hen volledig had omsingeld, was het onmogelijk nieuw eten in te slaan van buitenaf. Lü Bu wilde zich al snel overgeven, maar zijn adviseur Chen Gong overtuigde hem om vol te houden.
De situatie werd onhoudbaar, Lü Bu probeerde een verbond te sluiten met de krijsheer Yuan Shu, aan wiens zoon hij zijn dochter ten huwelijk aanbood. Maar Cao Cao's troepen hielden de gelederen gesloten en het was onmogelijk om Yuan Shu te bereiken, hoewel Lü Bu het uiterste van zijn vechtkunsten vergde.
Cao Cao liet vervolgens de koers van de Yi en Si rivieren veranderen om de stad onder water te zetten. Maar nog steeds weigerde Lü Bu zich over te geven. Pas in 199, toen een paar van zijn commandanten deserteerde naar Cao Cao, gaf Lü Bu zich gewonnen. Lü Bu en zijn officieren werden berecht; Lü Bu en Gao Shun werden terechtgesteld, Zhang Liao wilde verder dienen onder Cao Cao, mede omdat hij bevriend was met Guan Yu, de broeder van Liu Bei.